# AO Egaleo
PAE Atlitikos Omilos Egaleo 1931 (gr. ΠΑΕ Αθλητικός Όμιλος Αιγάλεω 1931) – grecki klub piłkarski, z siedzibą w Egaleo, jednej z zachodnich dzielnic Aten. 

## Historia
Założony w 1931 jako Ierapolis SA przez Demetriosa Haniotisa i Georgiosa Aronisa, w 1946 połączył się z trzema innymi klubami z Aigaleo. W 1961 po raz pierwszy awansował do 1. ligi greckiej, zaś najwyższą lokatę wywalczył w sezonie 1970/1971, kiedy zakończył rozgrywki na 4. miejscu. W sezonie 2004/2005 po raz pierwszy wystąpił w Pucharze UEFA, gdzie dotarł aż do fazy grupowej. AE występował w grupie E, wraz z Partizanem Belgrad, S.S. Lazio, Middlesbrough FC i Villarrealem i odpadł z dalszej rywalizacji. W tym samym sezonie zespół zakończył rozgrywki Alpha Ethniki na 6. miejscu. W sezonie 2005/2006 wywalczył 10. miejsce w lidze i w sezonie 2006/2007 również występuje w rozgrywkach Alpha Ethniki.
W Polsce można spotkać się także z zapisem Aegaleo Ateny bądź AE Aegaleo.

## Sukcesy
- udział w fazie grupowej Pucharu UEFA: 2004/2005

## Europejskie puchary
Legenda do wszystkich tabel:
- Q – runda eliminacyjna, 1/16, 1/8, 1/4, 1/2 – odpowiednia faza rozgrywek, Grupa – runda grupowa, 1r gr – pierwsza runda grupowa, 2r gr – druga runda grupowa, F – finał, R – runda, PO – play-off
- k. – rzuty karne, los. – losowanie, Dogr. – dogrywka, w. – zasada bramek strzelonych na wyjeździe

| Sezon   | Rozgrywki        | Runda   | Przeciwnik     | Dom | Wyjazd | Ogólnie    |
| ------- | ---------------- | ------- | -------------- | --- | ------ | ---------- |
| 2002    | Puchar Intertoto | 3R      | Fulham         | 1–1 | 0–1    | 1–2        |
| 2003    | Puchar Intertoto | 3R      | Koper          | 2–3 | 2–2    | 4–5        |
| 2004/05 | Puchar UEFA      | 1R      | Gençlerbirliği | 1–0 | 1–1    | 2–1        |
| 2004/05 | Puchar UEFA      | Grupa E | Middlesbrough  | 0–1 |        | 5. miejsce |
| 2004/05 | Puchar UEFA      | Grupa E | FK Partizan    |     | 0–4    | 5. miejsce |
| 2004/05 | Puchar UEFA      | Grupa E | S.S. Lazio     | 2–2 |        | 5. miejsce |
| 2004/05 | Puchar UEFA      | Grupa E | Villarreal CF  |     | 0–4    | 5. miejsce |
| 2005    | Puchar Intertoto | 3R      | Žalgiris Wilno | 1–3 | 3–2    | 4–5        |

## Strony klubowe
- Oficjalna strona internetowa klubu (gr.)